# Die Sportinformation
Die Sportinformation war eine deutsche Sportsendung im Vorabendprogramm. Sie wurde erstmals am 5. April 1963 im Zweiten Deutschen Fernsehen ausgestrahlt und lief bis 1974.
In der Sendung sollten die Zuschauer über Sportprobleme informiert werden, beispielsweise wurden Sportarten vorgestellt, wobei insbesondere Regeln und Eigenarten thematisiert wurden.